# Leptodesmus cordilleranus
Leptodesmus cordilleranus är en mångfotingart som först beskrevs av Carl Graf Attems 1931.  Leptodesmus cordilleranus ingår i släktet Leptodesmus och familjen Chelodesmidae. Inga underarter finns listade i Catalogue of Life.